# Mangas Coloradas
Mangas Coloradas (La-choy Ko-kun-noste), o Dasoda-hae ('sempre seu aquí') (c. 1793 – 18 de gener de 1863), fou un cap tribal i membre de la divisió mimbreño (Tchihende) dels apatxes centrals, en un territori que s'estenia a l'oest del riu Grande per incloure la major part del que avui és el sud-oest de Nou Mèxic. Va ser el sogre del cap chiricahua (Tsokanende) Cochise, del cap mimbreño Victorio i del mescalero (Sehende) Kutbhalla (probablement és identificat amb Caballero, i és considerat per molts historiadors com un dels líders més importants dels amerindis dels Estats Units del segle xix, a causa dels seus èxits de lluita contra mexicans i estatunidencs.

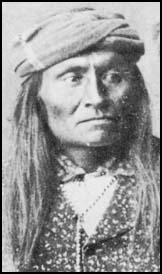
Mangas, tercer fill de Mangas Coloradas

El nom Mangas Coloradas és l'accepció del malnom apatxe Kan-da-zis Tlishishen ('camisa vermella' o 'camisa rosada') que li donaren espanyols i mexicans. Era bedonkohe (Bi-dan-ku - 'Poble davant la fi', Bi-da-a-naka-enda - 'Està dempeus davant l'enemic') per naixement i es casà en el grup local Copper Mines dels chihenne i també esdevingué líder dels grup local veí dels mimbreño dels Chihenne.

## Cap de guerra apatxe
Durant les dècades de 1820 i 1830, el principal enemic dels apatxes van ser els mexicans, que havien guanyat la seva independència d'Espanya el 1821. El 1835, Mèxic havia ofert una recompensa pels cuirs cabelluts d'apatxes. Després que Juan José Compa, el líder dels apatxes Coppermine mimbreños, va ser assassinat per una recompensa el 1837 en la massacre de Santa Rita del Cobre, Mangas va esdevenir un líder i cap de guerra, i va començar una sèrie d'incursions de represàlia contra els mexicans, matant i destruint tot el poble miner i posant Santa Rita en estat de setge, atacant finalment la columna de fugitius mexicans i sacrificant-ne un gran nombre.
Mangas Coloradas va esdevenir el principal dirigent dels mimbreños Coppermine i els va dirigir durant vint anys, al mateix temps en què el seu amic i company de molt de temps Cuchillo Negro dirigia els mimbreños Warm Springs.
El 1846, quan Estats Units va entrar en guerra amb Mèxic, la nació apatxe va prometre als soldats nord-americans pas segur a través de terres apatxes. Una vegada que els Estats Units van ocupar Nou Mèxic el 1846, Mangas Coloradas va signar un tractat de pau, respectant els conqueridors de l'odiat enemic mexicà. Una pau precària entre apatxes i els Estats Units es va perllongar fins que una afluència de cercadors d'or a les muntanyes Pinos Altos de Nou Mèxic va portar a un conflicte obert.
Segons el llibre de John C. Cremony Life Among the Apaches, del 1851, vora el camp minaire de Pinos Altos, Mangas fou atacat per un grup de minaires blancs que el van lligar a un arbre i el maltractaren severament. No obstant això, l'historiador Edwin R. Sweeney troba un problema amb aquesta afirmació en la seva biografia del cap: si fos cert, Gerónimo, que va passar una gran quantitat de temps amb Mangas durant els anys 1850 i 1860, ho hauria esmentat com una raó per a la guerra, però no ho va esmentar al seu biògraf.
Al desembre de 1860, trenta miners van llançar un atac sorpresa contra un campament de Bedonkohes a la riba oest del riu Mimbres. L'historiador Edwin R. Sweeney informa que els miners "... van matar quatre indis, feriren d'altres i capturaren tretze dones i nens." Poc després, Mangas va començar incursions contra ciutadans nord-americans i les seves propietats.
La filla de Mangas Coloradas, Dos-Teh-Seh, es casà amb Cochise, cap principal dels apatxes chokonen. A principis de febrer de 1861, el tinent de l'exèrcit dels Estats Units, George N. Bascom, investigant el segrest "indi" del fill d'un ranxer, i aparentment sense ordres, va atreure un innocent Cochise, la seva família i diversos guerrers a un parany a Apache Pass, al sud-est d'Arizona. Cochise va aconseguir escapar, però la seva família i els guerrers romangueren sota custòdia. Les negociacions no van tenir èxit i els combats van esclatar.
Aquest incident, conegut com l'"incident Bascom", va acabar amb el germà de Cochise i cinc guerrers penjats per Bascom. Més tard, aquest any, Mangas i Cochise forjaren una aliança, acordant expulsar tots els nord-americans fora del territori apatxe. Se'ls van unir en el seu esforç Victorio, Juh i Gerónimo. Encara que l'objectiu no es va assolir, la població blanca en territori apatxe es va reduir considerablement durant alguns anys durant la Guerra Civil nord-americana, quan les tropes federals s'havien retirat cap a l'est.

## Mort

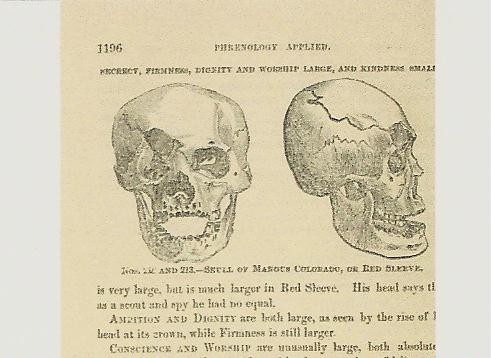
Crani de Mangas Coloradas

En l'estiu de 1862, després de recuperar-se d'una ferida de bala al pit, Mangas Coloradas es va reunir amb un intermediari per demanar la pau. El gener de 1863, va decidir reunir-se amb caps militars dels Estats Units al fort McLane, al sud-oest de Nou Mèxic. Mangas va arribar sota bandera de treva per reunir-se amb el general de brigada Joseph Rodman West, un oficial de la milícia de Califòrnia i futur senador de Louisiana durant la Reconstrucció. Soldats armats van prendre Mangas en custòdia. West va donar ordre d'execució als sentinelles.
| « | Homes, aquest vell assassí ha sortit de cada comandament militar i ha deixat un rastre de sang en 500 milles durant la seva vida. Jo el vull mort demà al matí. Enteneu? El vull mort. | » |

Aquella nit, Mangas va ser torturat, disparat i assassinat "tractant d'escapar." Mentre era lligat a terra, Mangas va ser provocat amb baionetes roents fins que es va moure per simular el seu intent d'escapar.
L'endemà, els soldats estatunidencs li van tallar el cap, el bulliren i enviaren el crani a Orson Squire Fowler, un frenòleg de la ciutat de Nova York. L'anàlisi frenològica del crani i un esbós apareixen al llibre de Fowler. Daklugie, un dels informants en el llibre d'Eve Ball, va dir que el crani havia estat enviat a la Smithsonian Institution.
Tanmateix, la Smithsonian ha fet una recerca exhaustiva del crani i dels informes que mai va rebre. Descendents de Mangas i fonts basades en el seu testimoni poden haver confós el Smithsonian amb el Gabinet Frenològic de Fowler a Nova York, on el crani estava en exhibició, donant lloc a l'atribució errònia. Una altra possible destinació del crani de Mangas és que el crani fos retornat als apatxes pel Smithsonian en una transferència de 1990, però no va ser etiquetat individualment.
L'assassinat i la mutilació de cos de Mangas només van augmentar l'hostilitat entre apatxes i els Estats Units, amb una guerra més o menys constant i contínua durant gairebé uns altres 25 anys.

## Aparicions en literatura
- Life Among the Apaches (1868) per John C. Cremony.
- The Bandits from Rio Frio (1889) per Manuel Payno.
- Apache (1931) per Will Levington Comfort.
- Bury My Heart at Wounded Knee (1970) per Dee Brown.
- Flashman and the Redskins (1982) per George MacDonald Fraser.
- Blood Meridian (1985) per Cormac McCarthy.
- Firestar by Coyote (2011) per A.A. Randazzo.